# Kaisodi, Sorab
Kaisodi là một làng thuộc tehsil Sorab, huyện Shimoga, bang Karnataka, Ấn Độ.